# Cantó de Lunaç
El cantó de Lunaç és un cantó francès del departament de l'Erau, a la regió del Llenguadoc-Rosselló. Forma part del districte de Lodeva, té 12 municipis i el cap cantonal és Lunaç.

## Municipis
- Avèna
- Brenaç
- Selha e Rocosèls
- Dian e Valquièiras
- Jaucèls
- La Valeta
- Lo Bosquet d'Òrb
- Lunaç
- Merifonts
- Auton
- Tiudaç
- Romiguièiras